# Équipe cycliste Klein Constantia
L'équipe cycliste Klein Constantia est une équipe cycliste tchèque active de 2013 à 2016, avec le statut d'équipe continentale. Elle fait office d'équipe réserve d'Etixx-Quick Step. Elle porte le nom d'Etixx-iHNed en 2013 d'Etixx en 2014, d'AWT-Greenway en 2015, et de Klein Constantia en 2016.

## Histoire de l'équipe

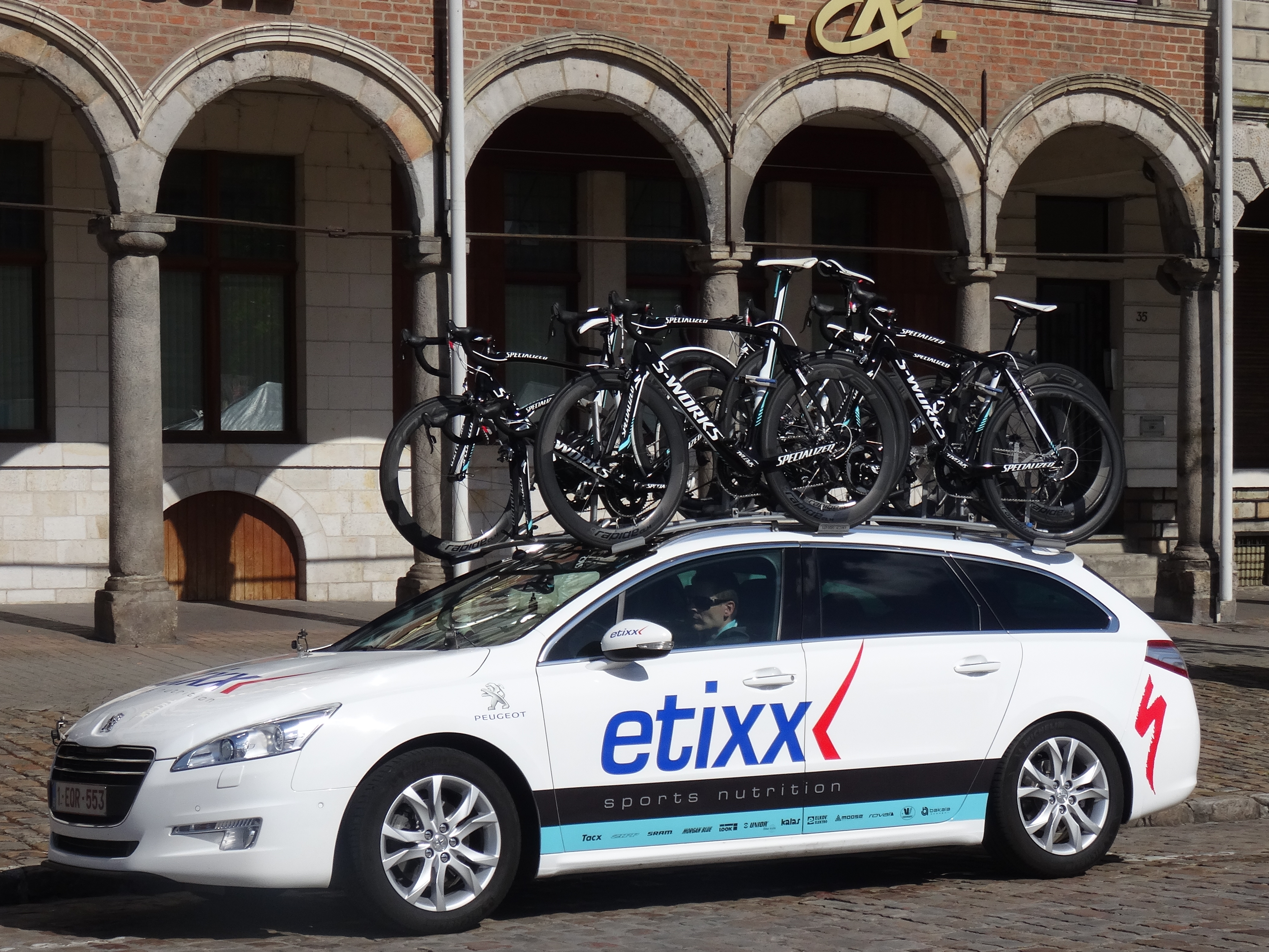
Une des voitures avant le départ de la 3e étape du Paris-Arras Tour 2014 à Arras.

### 2013
La saison 2013 est la première de l'équipe continentale Etixx-iHNed, qui remporte dix-huit victoires.

### 2014

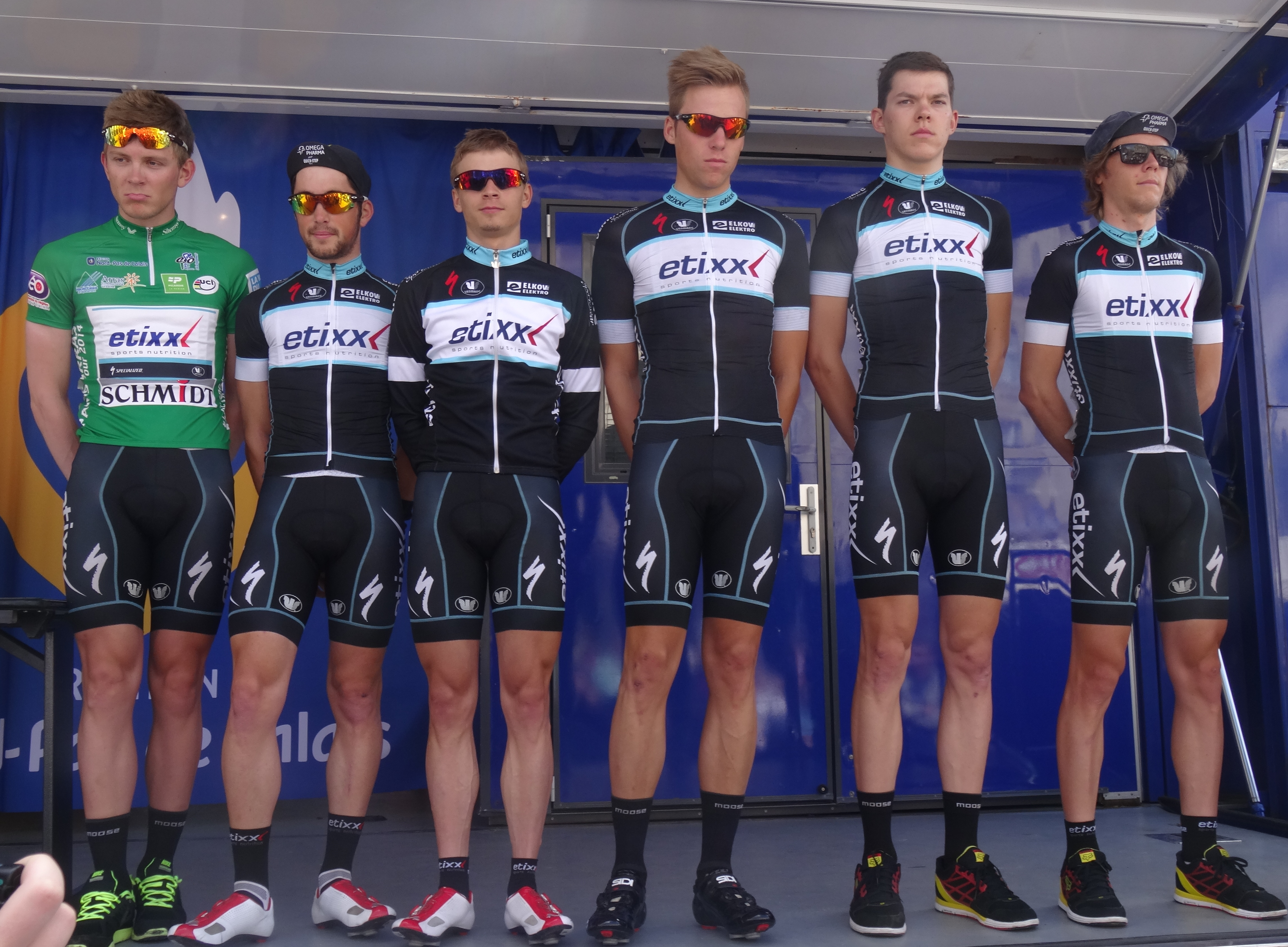
Daniel Hoelgaard, Alexis Guérin, Karel Hník, Tim Kerkhof, Radovan Doležel et Samuel Spokes lors de la 3e étape du Paris-Arras Tour 2014 à Arras.

Pour cette deuxième saison, l'équipe Etixx-iHNed devient Etixx. Treize coureurs, dont un stagiaire, constituent l'effectif. Seize victoires sont dénombrées : Łukasz Wiśniowski remporte la Course des chats le 16 mars, la 4e étape du Tour de Normandie le 28 mars, Karel Hník la 4e étape du Tour de l'Alentejo le lendemain, Łukasz Wiśniowski le classement général du Circuit des Ardennes international le 13 avril, Daniel Hoelgaard la 5e étape du Tour de Bretagne le 29 avril, Samuel Spokes la 2e étape de la Course de la Paix espoirs le 31 mai et la 3e étape et le classement général de cette même course le lendemain, Daniel Hoelgaard la 2e étape de la Ronde de l'Oise le 13 juin, Tim Kerkhof le championnat des Pays-Bas sur route espoirs le 28 juin, Karel Hník la 3e étape du Trophée Joaquim Agostinho le 13 juillet, Jan Hirt la 3e étape du Czech Cycling Tour le 19 juillet, Karel Hník la 4e étape du Tour Alsace le 2 août et le classement général de cette même course le lendemain, et enfin, Daniel Hoelgaard la 1re étape de l'Okolo Jižních Čech le 4 septembre et la 4e étape trois jours plus tard.

### 2015
La saison 2015 est la troisième de l'équipe, qui devient AWT-GreenWay. Cette annonce survient le 12 novembre 2014, en même temps que les coureurs qui composent l'effectif 2015 : Matēj Bechynē, Rayane Bouhanni, Iván García, Roman Lehký, Jakub Novák, Michal Schlegel, Maximilian Schachmann, Erik Baška, Przemysław Kasperkiewicz et Jan Brockhoff. Álvaro Cuadros et Alexis Guérin étaient déjà présents en 2014,. Les principales victoires de l'équipe sont remportées par Erik Baška qui en gagne cinq.

### 2016
L'équipe entame en 2016 sa quatrième saison. Plusieurs coureurs rejoignent la formation tchèque : Nuno Bico, Jonas Bokeloh, Rémi Cavagna, Enric Mas, Kenny Molly, Jhonatan Narváez, Hamish Schreurs et František Sisr. L'équipe s'arrête à la fin de la saison.

## Principales victoires

### Courses d’un jour
- Grand Prix Südkärnten : Julian Alaphilippe (2013)
- Mémorial Henryk Łasak : Florian Sénéchal (2013)
- Grand Prix Kralovehradeckeho kraje : Petr Vakoč (2013)
- Kattekoers : Łukasz Wisniowski (2014)
- Puchar Ministra Obrony Narodowej : Erik Baška (2015)
- Umag Trophy : Jonas Bokeloh (2016)

### Courses par étapes
- Tour de Slovaquie : Petr Vakoč (2013)
- Tour de la communauté de Madrid espoirs : Petr Vakoč (2013)
- Okolo Jiznich Cech : Florian Sénéchal (2013)
- Circuit des Ardennes international : Łukasz Wisniowski (2014)
- Course de la Paix espoirs : Samuel Spokes (2014)
- Tour d'Alsace : Karel Hník (2014)
- Tour de l'Alentejo : Enric Mas (2016)
- Carpathia Couriers Path : Hamish Schreurs (2016)
- Tour de Berlin : Rémi Cavagna (2016)
- Tour de Savoie Mont-Blanc : Enric Mas (2016)

### Championnats nationaux
- Championnats d'Allemagne sur route : 1

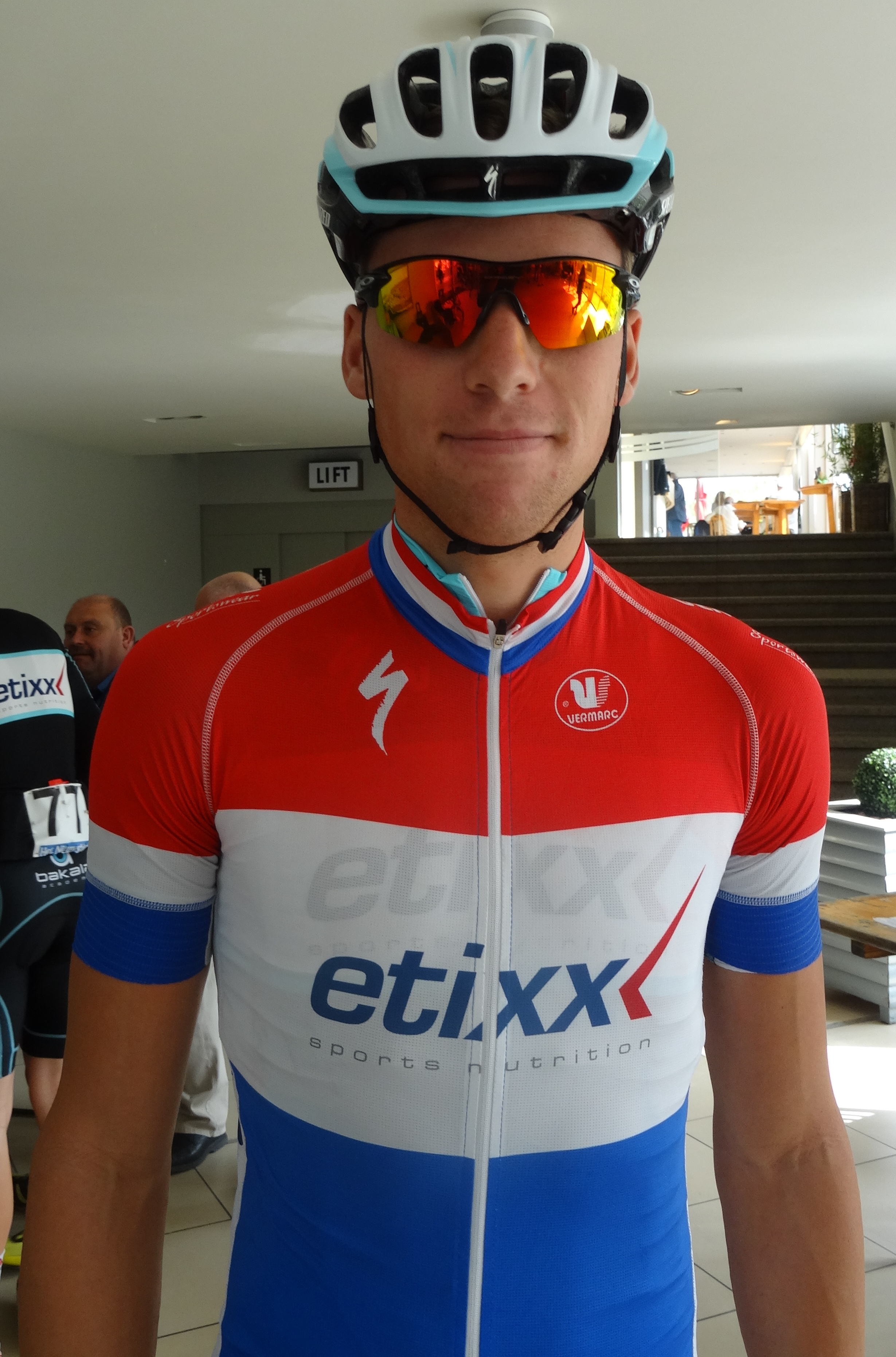
Tim Kerkhof revêtant son maillot de champion des Pays-Bas sur route espoirs lors de la Flèche côtière 2014 à Heist (Knokke-Heist).

  - Contre-la-montre espoirs : 2016 (Maximilian Schachmann)
- Championnats de France sur route : 1
  - Contre-la-montre espoirs : 2016 (Rémi Cavagna)
- Championnats de Nouvelle-Zélande sur route : 1
  - Course en ligne espoirs : 2016 (Hamish Schreurs)
- Championnats des Pays-Bas sur route : 1
  - Course en ligne espoirs : 2014 (Tim Kerkhof[2])
- Championnats de Pologne sur route : 2
  - Course en ligne espoirs : 2013 (Łukasz Wiśniowski[1])
  - Contre-la-montre espoirs : 2013 (Łukasz Wiśniowski[1])
- Championnats de République tchèque sur route : 2
  - Course en ligne espoirs : 2016 (Michal Schlegel)
  - Contre-la-montre espoirs : 2016 (Michal Schlegel)
- Championnats de Slovaquie sur route : 2
  - Course en ligne espoirs : 2015 (Erik Baška)
  - Contre-la-montre espoirs : 2015 (Erik Baška)
- Championnat de France de cyclo-cross : 1
  - Espoirs : 2013 (Julian Alaphilippe[1])

## Classements UCI
UCI America Tour
| Saison | Classement par équipes | Meilleur coureur au classement individuel |
| ------ | ---------------------- | ----------------------------------------- |
| 2013   | 38e                    | Daniel Hoelgaard (345e)                   |
| 2015   | 34e                    | Michal Schlegel (195e)                    |
| 2016   | 26e                    | Jhonatan Narváez (91e)                    |

UCI Asia Tour
| Saison | Classement par équipes | Meilleur coureur au classement individuel |
| ------ | ---------------------- | ----------------------------------------- |
| 2016   | 31e                    | Maximilian Schachmann (91e)               |

UCI Europe Tour
| Saison | Classement par équipes | Meilleur coureur au classement individuel |
| ------ | ---------------------- | ----------------------------------------- |
| 2013   | 14e                    | Petr Vakoč (17e)                          |
| 2014   | 19e                    | Łukasz Wiśniowski (62e)                   |
| 2015   | 46e                    | Erik Baška (52e)                          |
| 2016   | 27e                    | Rémi Cavagna (276e)                       |

UCI Oceania Tour
| Saison | Classement par équipes | Meilleur coureur au classement individuel |
| ------ | ---------------------- | ----------------------------------------- |
| 2016   | 8e                     | Hamish Schreurs (34e)                     |

## Effectif en 2016
| Cycliste                 | Date de naissance | Nationalité      | Équipe 2015                            |  |
| ------------------------ | ----------------- | ---------------- | -------------------------------------- |  |
| Nuno Bico                | 3 juillet 1994    | Portugal         | Rádio Popular-Boavista                 |  |
| Jonas Bokeloh            | 16 mars 1996      | Allemagne        | SEG Racing                             |  |
| Rémi Cavagna             | 10 août 1995      | France           | Pro Immo Nicolas Roux                  |  |
| Iván García              | 20 novembre 1995  | Espagne          | AWT-Greenway                           |  |
| Przemysław Kasperkiewicz | 1er mars 1994     | Pologne          | AWT-Greenway                           |  |
| Roman Lehký              | 30 juin 1996      | Tchéquie         | AWT-Greenway                           |  |
| Enric Mas                | 1er juillet 1995  | Espagne          | Specialized-Fundación Alberto Contador |  |
| Kenny Molly              | 24 décembre 1996  | Belgique         | Specialized-Fundación Alberto Contador |  |
| Jhonatan Narváez         | 4 mars 1997       | Équateur         |                                        |  |
| Maximilian Schachmann    | 9 janvier 1994    | Allemagne        | AWT-Greenway                           |  |
| Michal Schlegel          | 31 mai 1995       | Tchéquie         | AWT-Greenway                           |  |
| Hamish Schreurs          | 23 janvier 1994   | Nouvelle-Zélande | Sojasun espoir-ACNC                    |  |
| František Sisr           | 17 mars 1993      | Tchéquie         | Dukla Praha                            |  |